# オマリ・テトラーゼ
オマリ・ミハーイロヴィチ・テトラーゼ（Омари Михайлович Тетрадзе、1969年10月13日 - ）は、現グルジア・ヴェリスピリ出身の元サッカー選手、サッカー指導者。現役時代のポジションはDF/MF。

## 来歴
1969年、現グルジアのヴェリスピリにて生まれる。以前はロシア風のオマリ・ミハーイロヴィチ・オシポフという姓を名乗っていたが、グルジア民族主義の高まりと共に18歳の時にグルジア風のオマリ・テトラーゼに改姓した。その後、姓を戻そうと考えたが、戻した時の影響が計り知れないとして、そのままにしている。
1987年、FCディナモ・トビリシでキャリアを始め、1991-1994まで在籍したFCディナモ・モスクワではレギュラーとして活躍した。1996年にはイタリアのASローマに移籍するものの、代表で負った重大な怪我により15試合の出場に留まった。2004年にクリリヤ・ソヴェトフ・サマーラに移籍。2005年にクリリヤで現役引退をした。

## 所属クラブ
- FCディナモ・トビリシ 1987-1989
- Mertskhali Ozurgeti 1990
- FCディナモ・モスクワ 1991-1994
- アラニア・ウラジカフカス 1995-1996
- ASローマ 1996-1999
- PAOKテッサロニキ 1999-2002
- FCアラニア・ウラジカフカス 2002
- FCアンジ・マハチカラ 2003
- クリリヤ・ソヴェトフ・サマーラ 2004-2005

## 指導者経歴
- FCアンジ・マハチカラ 2007-2010
- FCヴォルガ・ニジニ・ノヴゴロド 2010-2011
- FCヒムキ 2012-2013
- FCジェティス 2013-2014
- FKエニセイ・クラスノヤルスク 2015-2016
- FCトボル 2016-2017
- FCサブルタロ 2023-